# Limosa
Limosa is een geslacht van vogels uit de familie strandlopers en snippen (Scolopacidae). Het geslacht telt vier soorten.

## Soorten
- Limosa fedoa – Marmergrutto
- Limosa haemastica – Rode grutto
- Limosa lapponica – Rosse grutto
- Limosa limosa – Grutto